# Manchester United F.C. mùa bóng 1978–79
Mùa giải 1978–79 là mùa giải thứ 77 của Manchester United trong hệ thống bóng đá Anh, và là mùa giải thứ tư liên tiếp của họ ở giải đấu hàng đầu của bóng đá Anh. Họ đã kết thúc mùa giải ở vị trí thứ 9 trong giải đấu, nhưng thành công hơn ở FA Cup, vào đến trận chung kết, nơi họ để thua 3-2 trước Arsenal tại Wembley, Mu nhận bàn thua muộn của Alan Sunderland ở phút cuối cùng của trận đấu sau khi gỡ hòa 2-2 trong thế bị dẫn trước 2 bàn cho đến những phút cuối.

## First Division
| Ngày                      | Đối thủ                 | Sân nhà/Khách | Tỉ số | Cầu thủ ghi bàn                        | Số lượng khán giả |
| ------------------------- | ----------------------- | ------------- | ----- | -------------------------------------- | ----------------- |
| ngày 19 tháng 8 năm 1978  | Birmingham City         | H             | 1–0   | Jordan                                 | 56,139            |
| ngày 23 tháng 8 năm 1978  | Leeds United            | A             | 3–2   | Macari, McIlroy, McQueen               | 36,845            |
| ngày 26 tháng 8 năm 1978  | Ipswich Town            | A             | 0–3   |                                        | 21,802            |
| ngày 2 tháng 9 năm 1978   | Everton                 | H             | 1–1   | Buchan                                 | 53,982            |
| ngày 9 tháng 9 năm 1978   | Queens Park Rangers     | A             | 1–1   | J. Greenhoff                           | 23,477            |
| ngày 16 tháng 9 năm 1978  | Nottingham Forest       | H             | 1–1   | J. Greenhoff                           | 53,039            |
| ngày 23 tháng 9 năm 1978  | Arsenal                 | A             | 1–1   | Coppell                                | 45,393            |
| ngày 30 tháng 9 năm 1978  | Manchester City         | H             | 1–0   | Jordan                                 | 55,301            |
| ngày 7 tháng 10 năm 1978  | Middlesbrough           | H             | 3–2   | Macari (2), Jordan                     | 45,402            |
| ngày 14 tháng 10 năm 1978 | Aston Villa             | A             | 2–2   | Macari, McIlroy                        | 36,204            |
| ngày 21 tháng 10 năm 1978 | Bristol City            | H             | 1–3   | J. Greenhoff                           | 47,211            |
| ngày 28 tháng 10 năm 1978 | Wolverhampton Wanderers | A             | 4–2   | J. Greenhoff (2), B. Greenhoff, Jordan | 23,141            |
| ngày 4 tháng 11 năm 1978  | Southampton             | H             | 1–1   | J. Greenhoff                           | 46,259            |
| ngày 11 tháng 11 năm 1978 | Birmingham City         | A             | 1–5   | Jordan                                 | 23,550            |
| ngày 18 tháng 11 năm 1978 | Ipswich Town            | H             | 2–0   | Coppell, J. Greenhoff                  | 42,109            |
| ngày 21 tháng 11 năm 1978 | Everton                 | A             | 0–3   |                                        | 42,126            |
| ngày 25 tháng 11 năm 1978 | Chelsea                 | A             | 1–0   | J. Greenhoff                           | 28,162            |
| ngày 9 tháng 12 năm 1978  | Derby County            | A             | 3–1   | Ritchie (2), J. Greenhoff              | 23,180            |
| ngày 16 tháng 12 năm 1978 | Tottenham Hotspur       | H             | 2–0   | McIlroy, Ritchie                       | 52,026            |
| ngày 22 tháng 12 năm 1978 | Bolton Wanderers        | A             | 0–3   |                                        | 32,390            |
| ngày 26 tháng 12 năm 1978 | Liverpool               | H             | 0–3   |                                        | 54,910            |
| ngày 30 tháng 12 năm 1978 | West Bromwich Albion    | H             | 3–5   | B. Greenhoff, McIlroy, McQueen         | 45,091            |
| ngày 3 tháng 2 năm 1979   | Arsenal                 | H             | 0–2   |                                        | 45,460            |
| ngày 10 tháng 2 năm 1979  | Manchester City         | A             | 3–0   | Coppell (2), Ritchie                   | 46,151            |
| ngày 24 tháng 2 năm 1979  | Aston Villa             | H             | 1–1   | J. Greenhoff                           | 44,437            |
| ngày 28 tháng 2 năm 1979  | Queens Park Rangers     | H             | 2–0   | Coppell, J. Greenhoff                  | 36,085            |
| ngày 3 tháng 3 năm 1979   | Bristol City            | A             | 2–1   | McQueen, Ritchie                       | 24,583            |
| ngày 20 tháng 3 năm 1979  | Coventry City           | A             | 3–4   | Coppell (2), McIlroy                   | 25,382            |
| ngày 24 tháng 3 năm 1979  | Leeds United            | H             | 4–1   | Ritchie (3), Thomas                    | 51,191            |
| ngày 27 tháng 3 năm 1979  | Middlesbrough           | A             | 2–2   | Coppell, McQueen                       | 20,138            |
| ngày 7 tháng 4 năm 1979   | Norwich City            | A             | 2–2   | Macari, McQueen                        | 19,382            |
| ngày 11 tháng 4 năm 1979  | Bolton Wanderers        | H             | 1–2   | Buchan                                 | 49,617            |
| ngày 14 tháng 4 năm 1979  | Liverpool               | A             | 0–2   |                                        | 46,608            |
| ngày 16 tháng 4 năm 1979  | Coventry City           | H             | 0–0   |                                        | 43,035            |
| ngày 18 tháng 4 năm 1979  | Nottingham Forest       | A             | 1–1   | Jordan                                 | 33,074            |
| ngày 21 tháng 4 năm 1979  | Tottenham Hotspur       | A             | 1–1   | McQueen                                | 36,665            |
| ngày 25 tháng 4 năm 1979  | Norwich City            | H             | 1–0   | Macari                                 | 33,678            |
| ngày 28 tháng 4 năm 1979  | Derby County            | H             | 0–0   |                                        | 42,546            |
| ngày 30 tháng 4 năm 1979  | Southampton             | A             | 1–1   | Ritchie                                | 21,616            |
| ngày 5 tháng 5 năm 1979   | West Bromwich Albion    | A             | 0–1   |                                        | 27,960            |
| ngày 7 tháng 5 năm 1979   | Wolverhampton Wanderers | H             | 3–2   | Coppell (2), Ritchie                   | 39,402            |
| ngày 16 tháng 5 năm 1979  | Chelsea                 | H             | 1–1   | Coppell                                | 38,109            |

## FA Cup
| Ngày                | Vòng           | Đối thủ           | Sân nhà/khách | Tỉ số | Cầu thủ ghi bàn               | Số lượng khán giả |
| ------------------- | -------------- | ----------------- | ------------- | ----- | ----------------------------- | ----------------- |
| 15 tháng 1 năm 1979 | Vòng 3         | Chelsea           | H             | 3–0   | Coppell, J. Greenhoff, Grimes | 38,743            |
| 31 tháng 1 năm 1979 | Vòng 4         | Fulham            | A             | 1–1   | J. Greenhoff                  | 25,229            |
| 12 tháng 2 năm 1979 | Vòng 4 Đá lại  | Fulham            | H             | 1–0   | J. Greenhoff                  | 41,200            |
| 20 tháng 2 năm 1979 | Vòng 5         | Colchester United | A             | 1–0   | J. Greenhoff                  | 13,171            |
| 10 tháng 3 1979     | Vòng 6         | Tottenham Hotspur | A             | 1–1   | Thomas                        | 51,800            |
| 14 tháng 3 năm 1979 | Vòng 6 Đá lại  | Tottenham Hotspur | H             | 2–0   | McIlroy, Jordan               | 55,584            |
| 31 tháng 3 năm 1979 | Bán kết        | Liverpool         | N             | 2–2   | Jordan, B. Greenhoff          | 52,524            |
| 4 tháng 4 năm 1979  | Bán kết Đá lại | Liverpool         | N             | 1–0   | J. Greenhoff                  | 53,069            |
| 12 tháng 5 1979     | Chung kết      | Arsenal           | N             | 2–3   | McQueen, McIlroy              | 100,000           |

## League Cup
| Ngày                | Vòng   | Đối thủ          | Sân nhà/khách | Tỉ số | Người ghi bàn                 | Khán giả |
| ------------------- | ------ | ---------------- | ------------- | ----- | ----------------------------- | -------- |
| 30 tháng 8 năm 1978 | Vòng 2 | Stockport County | H             | 3–2   | McIlroy, J. Greenhoff, Jordan | 41,761   |
| 4 tháng 10 năm 1978 | Vòng 3 | Watford          | H             | 1–2   | Jordan                        | 40,534   |

## Thống kê đội hình
| Vị trí. | Tên cầu thủ     | League | League | FA Cup | FA Cup | League Cup | League Cup | Tổng cộng | Tổng cộng |
| Vị trí. | Tên cầu thủ     | Trận   | Bàn    | Trận   | Bàn    | Trận       | Bàn        | Trận      | Bàn       |
| ------- | --------------- | ------ | ------ | ------ | ------ | ---------- | ---------- | --------- | --------- |
| TM      | Gary Bailey     | 28     | 0      | 9      | 0      | 0          | 0          | 37        | 0         |
| TM      | Paddy Roche     | 14     | 0      | 0      | 0      | 2          | 0          | 16        | 0         |
| HV      | Arthur Albiston | 32(1)  | 0      | 7      | 0      | 2          | 0          | 41(1)     | 0         |
| HV      | Martin Buchan   | 37     | 2      | 9      | 0      | 2          | 0          | 48        | 2         |
| HV      | Tom Connell     | 2      | 0      | 0      | 0      | 0          | 0          | 2         | 0         |
| HV      | Stewart Houston | 21(1)  | 0      | 2      | 0      | 1          | 0          | 24(1)     | 0         |
| HV      | Gordon McQueen  | 36     | 6      | 9      | 1      | 2          | 0          | 47        | 7         |
| HV      | Kevin Moran     | 1      | 0      | 0      | 0      | 0          | 0          | 1         | 0         |
| HV      | Jimmy Nicholl   | 19(2)  | 0      | 6(2)   | 0      | 0          | 0          | 25(4)     | 0         |
| HV      | Steve Paterson  | 1(2)   | 0      | 0      | 0      | 0          | 0          | 1(2)      | 0         |
| TV      | Steve Coppell   | 42     | 11     | 9      | 1      | 2          | 0          | 53        | 12        |
| TV      | Brian Greenhoff | 32(1)  | 2      | 5      | 1      | 2          | 0          | 39(1)     | 3         |
| TV      | Ashley Grimes   | 5(11)  | 0      | 3      | 1      | 2          | 0          | 10(11)    | 1         |
| TV      | Lou Macari      | 31(1)  | 6      | 5      | 0      | 1          | 0          | 37(1)     | 6         |
| TV      | David McCreery  | 14(1)  | 0      | 0      | 0      | 0(1)       | 0          | 14(2)     | 0         |
| TV      | Chris McGrath   | 0(2)   | 0      | 0      | 0      | 0          | 0          | 0(2)      | 0         |
| TV      | Sammy McIlroy   | 40     | 5      | 9      | 2      | 2          | 1          | 51        | 8         |
| TV      | Tom Sloan       | 3(1)   | 0      | 0      | 0      | 0          | 0          | 3(1)      | 0         |
| TV      | Mickey Thomas   | 25     | 1      | 8      | 1      | 0          | 0          | 33        | 2         |
| TĐ      | Jimmy Greenhoff | 33     | 11     | 9      | 5      | 2          | 1          | 44        | 17        |
| TĐ      | Joe Jordan      | 30     | 6      | 4(1)   | 2      | 2          | 2          | 36(1)     | 10        |
| TĐ      | Stuart Pearson  | 0      | 0      | 2      | 0      | 0          | 0          | 2         | 0         |
| TĐ      | Andy Ritchie    | 16(1)  | 10     | 3(1)   | 0      | 0          | 0          | 19(2)     | 10        |